# Lee Chi Ho
Lee Chi Ho (chiń. 李志豪; pinyin Lǐ Zhìháo; ur. 16 listopada 1982 w Hongkongu) – piłkarz z Hongkongu grający na pozycji prawego lub środkowego obrońcy. Od 2001 roku jest zawodnikiem klubu South China AA.

## Kariera klubowa
Swoją karierę piłkarską Lee rozpoczął w klubie Yee Hope. W 1999 roku zadebiutował w jego barwach w First Division z Hongkongu. W sezonie 1999/2000 wystąpił z nim w przegranym 2:7 finale Pucharu Hongkongu z Happy Valley AA.
W 2001 roku Lee przeszedł do klubu South China AA. Wraz z South China wywalczył cztery tytuły mistrza Hongkongu w sezonach 2006/2007, 2007/2008, 2008/2009 i 2009/2010. Zdobył też dwa Puchary Hongkongu w sezonach 2001/2002, 2006/2007 i 2010/2011, Hong Kong Senior Challenge Shield w sezonach 2001/2002, 2002/2003, 2006/2007 i 2009/2010 oraz Puchar Ligi Hongkongu w sezonach 2001/2002, 2007/2008 i 2010/2011.
| Sezon   | Klub           | Kraj     | Rozgrywki      | Mecze | Bramki |
| ------- | -------------- | -------- | -------------- | ----- | ------ |
| 1999/00 | Yee Hope       | Hongkong | First Division | ?     | ?      |
| 2000/01 | Yee Hope       | Hongkong | First Division | ?     | ?      |
| 2001/02 | South China AA | Hongkong | First Division | ?     | ?      |
| 2002/03 | South China AA | Hongkong | First Division | 19    | 0      |
| 2003/04 | South China AA | Hongkong | First Division | 20    | 0      |
| 2004/05 | South China AA | Hongkong | First Division | 19    | 0      |
| 2005/06 | South China AA | Hongkong | First Division | 19    | 0      |
| 2006/07 | South China AA | Hongkong | First Division | 30    | 0      |
| 2007/08 | South China AA | Hongkong | First Division | 25    | 1      |
| 2008/09 | South China AA | Hongkong | First Division | 18    | 0      |
| 2009/10 | South China AA | Hongkong | First Division | 10    | 0      |
| 2010/11 | South China AA | Hongkong | First Division | 15    | 2      |
| 2011/12 | South China AA | Hongkong | First Division | 11    | 0      |
| 2012/13 | South China AA | Hongkong | First Division |       |        |

## Kariera reprezentacyjna
W reprezentacji Hongkongu Lee zadebiutował 8 października 2000 roku w wygranym 1:0 towarzyskim meczu z Singapurem. W swojej karierze grał m.in. na Igrzyskach azjatyckich 2002, Igrzyskach wschodnioazjatyckich 2005, Igrzyskach wschodnioazjatyckich 2009 (zdobył na nich złoty medal) i Igrzyskach azjatyckich 2010.